# The Grace/Diskografie
Diese Diskografie ist eine Übersicht über die musikalischen Werke der südkoreanischen Band The Grace.

## Alben

### Studioalben
| Jahr                 | Titel                           | Höchstplatzierung, Gesamtwochen, AuszeichnungChartplatzierungen (Jahr, Titel, Platzierungen, Wochen, Auszeichnungen, Anmerkungen) | Höchstplatzierung, Gesamtwochen, AuszeichnungChartplatzierungen (Jahr, Titel, Platzierungen, Wochen, Auszeichnungen, Anmerkungen) | Anmerkungen                                                             |
| Jahr                 | Titel                           | KR | JP | Anmerkungen                                                             |
| -------------------- | ------------------------------- | --- | --- | ----------------------------------------------------------------------- |
| Südkoreanische Alben |                                 | | |                                                                         |
|                      |                                 | | |                                                                         |
| 2007                 | Hanbeon Deo, OK? (한번 더, OK?) | — | — | Erstveröffentlichung: 4. Mai 2007 Verkäufe KR: + 17.712                 |
| Japanische Alben     |                                 | | |                                                                         |
|                      |                                 | | |                                                                         |
| 2007                 | Graceful 4                      | — | JP103 (1 Wo.)JP | Erstveröffentlichung: 14. November 2007 Verkäufe JP: 1.622, KR: + 2.005 |
| 2009                 | Dear…                           | — | JP37 (3 Wo.)JP | Erstveröffentlichung: 7. Januar 2009 Verkäufe JP: 4.734                 |

grau schraffiert: keine Chartdaten aus diesem Jahr verfügbar

## Singles
| Jahr                   | Titel Album                                                         | Höchstplatzierung, Gesamtwochen, AuszeichnungChartplatzierungen (Jahr, Titel, Album, Platzierungen, Wochen, Auszeichnungen, Anmerkungen) | Höchstplatzierung, Gesamtwochen, AuszeichnungChartplatzierungen (Jahr, Titel, Album, Platzierungen, Wochen, Auszeichnungen, Anmerkungen) | Anmerkungen                                                            |
| Jahr                   | Titel Album                                                         | KR | JP | Anmerkungen                                                            |
| ---------------------- | ------------------------------------------------------------------- | --- | --- | ---------------------------------------------------------------------- |
| Südkoreanische Singles |                                                                     | | |                                                                        |
|                        |                                                                     | | |                                                                        |
| 2005                   | Too Good One More Time, OK?                                         | — | — | Erstveröffentlichung: 29. April 2005 Verkäufe KR: + 4.911              |
| 2006                   | The Club One More Time, OK?                                         | — | — | Erstveröffentlichung: 3. März 2006 Verkäufe KR: + 3.004                |
| 2006                   | Yeoljeong (My Everything) (열정 (My Everything)) One More Time, OK? | — | — | Erstveröffentlichung: 6. November 2006 Verkäufe KR: + 2.447            |
| 2007                   | One More Time, OK? (한번 더, OK?) One More Time, OK?                | — | — | Erstveröffentlichung: 2007                                             |
| 2007                   | Dancer In The Rain One More Time, OK?                               | — | — | Erstveröffentlichung: 2007                                             |
| Japanische Singles     |                                                                     | | |                                                                        |
|                        |                                                                     | | |                                                                        |
| 2006                   | Boomerang Graceful 4                                                | — | JP110 (1 Wo.)JP | Erstveröffentlichung: 25. Januar 2006 Verkäufe JP: + 967               |
| 2006                   | The Club Graceful 4                                                 | — | JP131 (1 Wo.)JP | Erstveröffentlichung: 8. März 2006 Verkäufe JP: + 816                  |
| 2006                   | Sweet Flower Graceful 4                                             | — | JP151 (1 Wo.)JP | Erstveröffentlichung: 26. April 2006 Verkäufe JP: + 572 feat. Seamo    |
| 2006                   | Juicy Love Graceful 4                                               | — | JP162 (1 Wo.)JP | Erstveröffentlichung: 12. Juli 2006 Verkäufe JP: + 487 feat. Corn Head |
| 2007                   | Piranha Graceful 4                                                  | — | JP50 (2 Wo.)JP | Erstveröffentlichung: 1. August 2007 Verkäufe JP: + 2.920, KR: 2.170   |
| 2008                   | Stand Up People Dear…                                               | — | JP49 (1 Wo.)JP | Erstveröffentlichung: 23. Juli 2008 Verkäufe JP: + 2.280               |
| 2008                   | Here Dear…                                                          | — | — | Erstveröffentlichung: 22. Oktober 2008 Verkäufe JP: + 16.076           |

## Musikvideos
- Koreanisch

1. Too Good
2. Boomerang
3. The Club (koreanische Version mit Rain)
4. Yeoljeong (My Everything) (열정)
5. Hanbeon Deo, OK? (한번 더, OK?)
6. Dancer in the Rain

- Als Dana & Sunday

1. Na Jom Bwajwo (One More Chance) (나 좀 봐줘)
2. First Americano

- Japanisch

1. Boomerang
2. The Club (japanische Version mit Seamo)
3. Sweet Flower
4. Juicy Love
5. Piranha
6. One More Time, Ok?
7. Stand Up People
8. Here (mit Cliff Edge)
9. Near: Thoughtful 1220
10. Sukoshi de Ikara (少しでいいから)

- Chinesisch

1. Too Good

- Solo und mit SM Town

1. Dana – To the End of the Earth
2. Dana – Pretty
3. Dana – Diamond feat. Yunho
4. Dana – Maybe
5. Dana – What Is Love
6. Lina (Isak N Jiyeon) – Tell Me Baby
7. Lina (Isak N Jiyeon) – One
8. Lina (Isak N Jiyeon) – The Sign
9. Sunday – Lira No Kataomoi
10. Sunday – Usotsuki Boy
11. Dana – Angel Eyes – SM Town
12. Dana – Summer Vacation – SM Town
13. Dana & Lina – My Angel My Light – SM Town
14. Dana & Lina – Dear My Family – SM Town
15. Dana & Lina – Snow Flake – SM Town
16. Dana & Lina – Hotmail – SM Town
17. 태양은 가득히 (Red Sun) – SM Town
18. Snow Dream – SM Town
19. 여행을 떠나요 (Let’s Go on a Trip) – SM Town
20. 사랑 하나죠 (Only Love) – SM Town
21. Stephanie – Game

## Lieder
1. Baraem (Fight to the End) (바램)
2. Boomerang (koreanische Version)
3. Too Good
4. Boomerang (japanische Version)
5. Sweet Flower
6. Catch the Shooting Star
7. Yeoljeong (My Everything) (열정)
8. The Final Sentence
9. Iris (Hal Mari Isseoyo) (할 말이 있어요)
10. Dreams Come True
11. Saranghago Isseo
12. 4 Wol Cheot Nal (4월 첫 날)
13. Hanbeon Deo, OK? (한번 더)
14. Nǚyóu (Geunyudureh Sooda) (女友 (그녀들의 수다))
15. Sweet Emotion
16. Geu Saram… Yoghaji Mayo – Heartbreak (그 사람… 욕하지 마요)
17. Renew (Saranghal Ttaen, Joahal Ttaen) (사랑할 땐, 좋아할 땐)
18. Dancer in the Rain
19. Anigireul (Not to Be) (아니기를)
20. Tonight Is on Me
21. Festival
22. Piranha
23. My Everything
24. One More Time, OK?
25. I’ll Kiss You
26. Pardon Me??
27. 5cm
28. Stand Up People
29. Dear Friend
30. Near: Thoughtful 1220
31. Sukoshi de Ikara (少しでいいから)
32. I Don’t Know What to Do
33. Party
34. Tenjō no Melody (天上のメロディー)
35. Dōshite... (どうして・・・)
36. Coming to You

- Cover

1. Can’t Help Falling in Love (original von Elvis Presley)
2. Faith (original von George Michael)
3. Dancing Queen (original von ABBA)
4. We Wish You A Merry Christmas (englisches Weihnachtslied)
5. Feliz Navidad (original von José Feliciano)

- Zusammenarbeiten

1. The Club (mit Rain)
2. The Club (mit Seamo)
3. Juicy Love (mit Corn Head)
4. Get on the Floor (mit Dogma)
5. Haruman (Just for One Day) (mit Kyuhyun) (하루만(규현))
6. Just for One Day (mit Jejung)
7. Here (mit Cliff Edge)

- Übergänge

1. Nǚyóu Interlude (女友)
2. Epilogue

## Statistik

### Chartauswertung
|                     | JP    | KR    |
| ------------------- | ----- | ----- |
| Nummer-eins-Alben   | JP—JP | KR—KR |
| Top-10-Alben        | JP—JP | KR—KR |
| Alben in den Charts | JP2JP | KR—KR |

|                       | JP    | KR    |
| --------------------- | ----- | ----- |
| Nummer-eins-Singles   | JP—JP | KR—KR |
| Top-10-Singles        | JP—JP | KR—KR |
| Singles in den Charts | JP6JP | KR—KR |